# Interzato in scaglione
In araldica il termine interzato in scaglione indica lo scudo caricato da uno scaglione nel quale lo scaglione e le due porzioni di campo ad esso soprastante e sottostante sono di smalto diverso.

Interzato in scaglione di nero, d'oro e di rosso
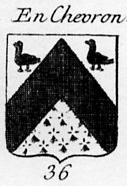
Interzato in scaglione d'argento, di nero e d'armellino